# Buranat Wiriyawut
Buranat Wiriyawut (thailändisch บูรณัฐ วิริยาวุทธ, * 7. Februar 1990) ist ein thailändischer Fußballspieler.

## Karriere
Buranat Wiriyawut stand bis Ende 2011 in Bangkok beim Bangkok FC unter Vertrag. Wo er vorher gespielt hat, ist unbekannt. Der Verein spielte in der zweiten thailändischen Liga, der Thai Premier League Division 1. 2012 wechselte er für ein Jahr zum Drittligisten Trang FC. Mit dem Verein aus Trang spielte er in der dritten Liga, der damaligen Regional League Division 2. Hier spielte der Verein in der Southern Region. 2013 unterschrieb er einen Vertrag beim Drittligisten Phetchaburi FC. Mit dem Klub aus Phetchaburi spielte er in der Central/Western Region. Nach der Hinserie 2014 unterschrieb er einen Vertrag beim Erstligisten Samut Songkhram FC. Für den Verein aus Samut Songkhram spielte er zweimal in der ersten Liga, der Thai Premier League. Am Ende der Saison musste er mit Samut in die zweite Liga absteigen. Nach dem Abstieg verließ er den Verein in Richtung Samut Sakhon. Hier schloss er sich dem Drittligisten Samut Sakhon FC an. Ende 2015 feierte er mit dem Verein die Meisterschaft der Central/Western Region. Nach der Meisterschaft ging er nach Roi Et. Hier verpflichtete ihn der Drittligist Roi Et United. Wo er seit 2017 spielt, ist unbekannt.

## Erfolge
Samut Sakhon FC
- Regional League Division 2 – Central/West: 2015